# スティーヴン・セガール
スティーヴン・フレデリック・セガール（Steven Frederick Seagal / ロシア語: Стивен Фредерик Сигал / セルビア語: Стевен Сеагал、1952年4月10日 - ）は、アメリカ合衆国出身の俳優、脚本家、プロデューサー、武道家、ミュージシャン。日本の合気会にて合気道を学ぶ。ほか多種の武術を学んだのち、1980年代よりアメリカでアクション俳優として活動し、その名を知られるようになった。
2016年にはセルビア国籍、ロシア国籍を取得した。

## 経歴
ユダヤ系及びモンゴル系ロシア人の父とアイルランド系米国人の母のもと、ミシガン州ランシング市に生まれる。7歳から格闘技に接する。青年期はカリフォルニア州フラートン市で過ごす。カリフォルニアにあるアミューズメント施設のジャパニーズ・ディア・パーク (Japanese Deer park) で空手道の実演をした。
17歳で訪日して英語を教えながら、禅や合気会で合気道（師匠：磯山博）を学び始める。そのほかにも剣道・柔道・空手道や、太極拳など複数の日本武道と中国武術を学び、合気道は七段を允許されている。

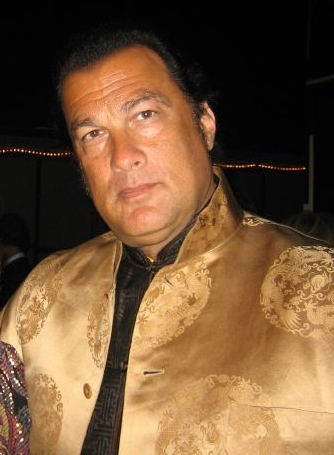
2006年2月、ポールスター・アワード

1983年に帰国。その後、ロサンゼルスに道場を開く。タレント・エージェントのマイケル・オーヴィッツに見いだされ、1988年公開の『刑事ニコ/法の死角』で、みずから製作・原案・主演を務め映画デビュー。海洋版『ダイ・ハード』とも評された1992年公開の主演作『沈黙の戦艦』で大成功を収め、以降も数々のアクション映画に出演している。なお、日本国内においては『沈黙の戦艦』にあやかって、多くのセガール主演作品に「沈黙の - 」で始まる邦題がつけられ、2020年現在48本を数える。これらをまとめて「沈黙シリーズ」と呼ぶこともあるが、実際のシリーズ作は『沈黙の戦艦』とその続編『暴走特急』（シリーズ原題：Under Siege）のみである。ほかは日本国内での配給権を得た会社が、配給会社にかかわらず、原題とは無関係に「沈黙の - 」としているにすぎない。
監督を兼任した1994年公開の『沈黙の要塞』はゴールデンラズベリー賞の最低監督賞を授与され、その後も同賞にはたびたびノミネートされている（後述）。セガール主演作品の共通点として、主人公が傷ひとつ負わず悪人たちを皆殺しにするという「無敵」ぶりが挙げられる。ほかのアクション映画にみられるようなピンチに陥ることもなく、表情すら変えず敵を葬り去ってゆくという圧倒的な強さの描写が特徴として指摘されている。1990年代後半以降のセガール作品は興行上の不振が続いているものの、その人気は根強いものがあるとされる。
2009年から2014年にかけて放送されたセガールに密着するリアリティ番組、Steven Segal: Lawman（日本におけるタイトルは『実録！スティーヴン・セガール警察24時！』）では、副業として20年以上警察官をしていると主張しており、ルイジアナ州ジェファーソン郡の正式な保安官代理であるとされる。ただし、セガールが「警察官」として勤務していると主張しているカリフォルニア州とルイジアナ州はセガールの警官としての資格を否定しており、実際には「警察官」ではなく「警察ボランティア」に過ぎず、また「勤務」の際には特別に編成されたボディガードチームが同行しており、リアリティ番組のためのプロモーションだと指摘されている。2012年1月からはテキサス州ハズペス郡保安局で執行官（警察官）を務める。

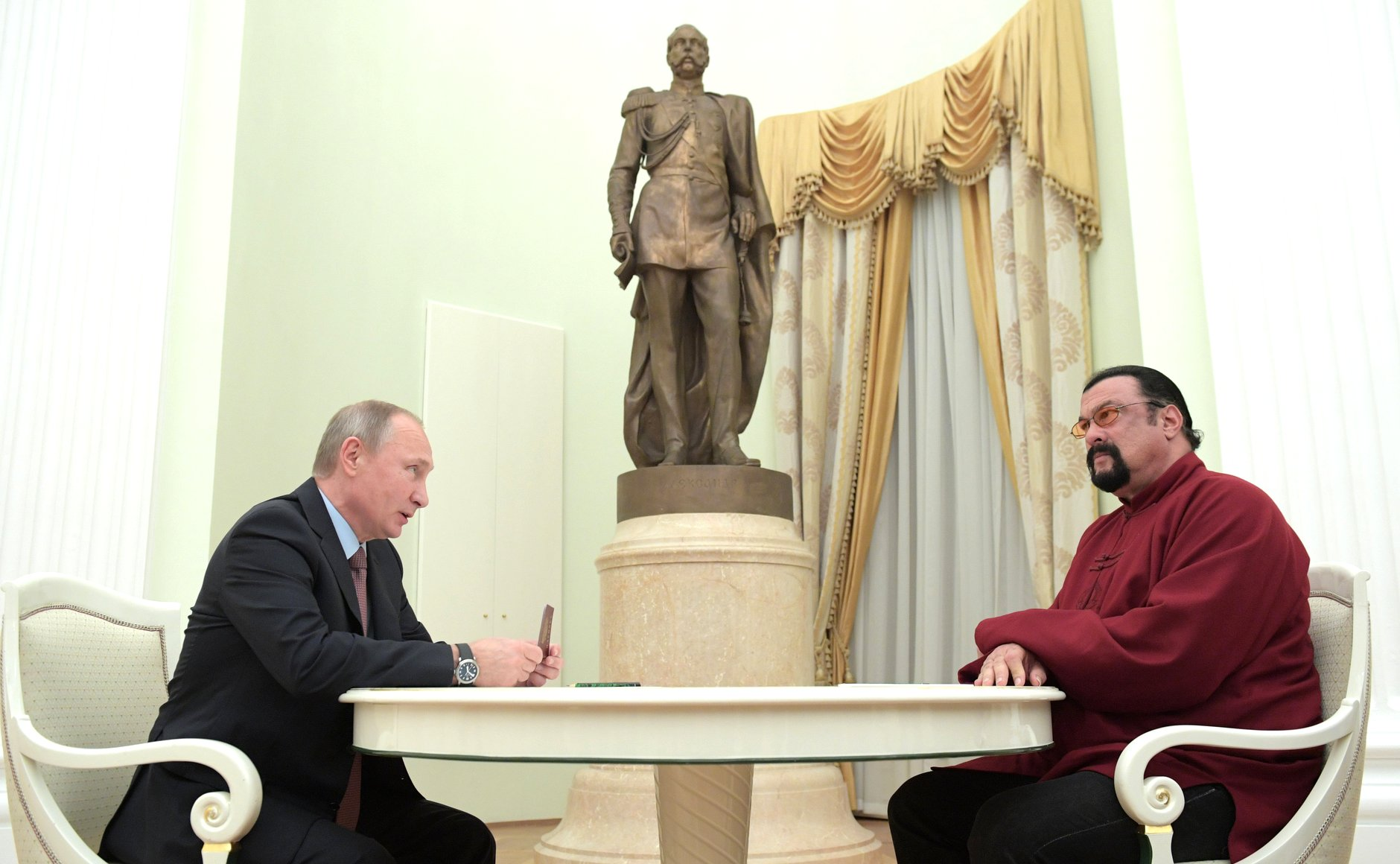
ウラジーミル・プーチン大統領（左）との会談（2016年11月）

定期的にロシアを訪れており、ウラジーミル・プーチン大統領とはマーシャルアーツを通じて親交がある。2015年5月9日には、モスクワ独ソ戦戦勝記念パレードに招待された（2019年にも招待されている）。2016年11月3日、ロシア大統領令によりロシアの国籍を取得した（それに先駆けて同年1月11日にはセルビア国籍を取得している）。2018年8月4日、ロシア外務省が、対米関係改善のため文化交流などを担う特使にセガールを任命したと発表した。本人はロシアのテレビ局に対して「米露関係を発展させるため、できる限りのことをしたいといつも考えていた」とコメントしている。
2022年のロシアによるウクライナ侵攻に際しては、2022年4月、ロシア・モスクワでの自身の70歳の誕生日パーティにおいて、プーチン大統領と同盟者に対する揺るぎない支持を表明したと複数の欧米メディアが伝えている。2023年2月27日には、「文化的・人道的な国際協力の進展に対する大きな貢献」を理由に、プーチン大統領がセガールに「友好勲章」を授与したことが発表された。

## 人物

### 私生活
1975年、大阪市の十三にある合気道道場の娘・藤谷美也子と結婚し、大本へ入信。剣太郎セガールと藤谷文子をもうけたが、1983年にアメリカへ帰国した。1984年、女優のアドリエーン・ラルッサと結婚。この時点でセガールは事実上の重婚となる。1986年には、最初の妻・美也子と離婚が成立。その後、『ハード・トゥ・キル』で共演した女優のケリー・ルブロックと交際を始め、ラルッサとは1987年に離婚した。同年9月5日にケリー・ルブロックと再婚し、一男二女を授かるが、1996年に離婚。その当時、ベビーシッターだったアリッサ・ウルフと不倫し、一女（サバンナ）をもうけている。2009年にはモンゴル出身の女性と再婚した。

### 日本
17歳の時から10年以上大阪府に滞在していたため、日本語が堪能。「日本での生活を通じて、人間として大切なことを学んだ。日本の歴史、文化を心から尊重している」と語り、「親日家、日本通と呼ばれることは気分がいいものではない。日本人にとっては私は外国人にしか見えないかもしれないが、日本は私の第二の故郷。同じ日本人として接してほしい」と語っている。
千葉真一と親交があり、千葉がハリウッドに拠点を移してからは、セガールが流暢な大阪弁で「千葉先生、居てはりまっか？」などと、頻繁に千葉へ連絡している。淀川長治とも日本語で対談を行い、淀川の「日本語がお上手ですね」に対してセガールは「恐れ入ります」と応えた。初主演作品の『刑事ニコ』のオープニングシーンおよびコンベンションセンターでのシーンや、2005年公開の映画『イントゥ・ザ・サン』では日本語の台詞を用いているほか、いくつかの作品では日本語の単語を台詞のなかで用いている。2008年正月、『奪還 DAKKAN -アルカトラズ-』のテレビ放映時に出演し、「あけましておめでとうございます」と挨拶をしてから、日本語で映画のみどころをアピールした。しかしコメントの締めの日本語を言い間違えたあと苦笑いをし、「日本語はもう20年ほど話していなかったため、忘れてしまった」とやはり日本語で語っている。それでもコメディアンで画家のジミー大西がテレビ番組のロケーション撮影でアメリカを訪れた際、たまたま現場に居合わせたセガールはジミーに「おう。元気か」「自分、大阪はどこ？（ジミーが関西弁を話していたため）」「ウチはどこや」「新宿か。新宿のどこだ。四谷か。そうか」などと話しかけ、流暢な日本語でやり取りをしていた。『情報プレゼンター とくダネ!』に出演した際、シルヴェスター・スタローンが『ロッキー・ザ・ファイナル』の製作を発表したことについてコメントを求められ「彼は最近仕事がないから」「品のある年の取り方をして欲しい」と答えた。さらにデーブ・スペクターとパパラッチ問題について語り合った際は、デーブとのやり取り含め、すべて日本語だった。日本のテレビコマーシャルにも多数登場し、日清食品のカップうどん・ごんぶとのCMでは日本語で演技を行い、アリナミンAの爆走する車の屋根につかまり「こう見えても、疲れまんねん」と言うCMシリーズでは娘・藤谷文子と共演した。大阪在住時に阪神タイガースのファンとなり、タイガースの低迷期に朝日放送のインタビューで「今年もまた負けたらしいのう。わしゃ、もう情けないわ」と大阪弁でコメントしている。
多くの日本刀を所有し、長く伸ばした髪を後ろで束ねたヘアースタイルは、侍の髷を意識したものである。しかし『DENGEKI 電撃』ではジョエル・シルヴァーから、役作りのため減量と髷を切るように指示され、従った。映画の宣伝のために訪日した際には、インタビューや出演したバラエティー番組などで大阪仕込の「ノリツッコミ」を披露し、尊敬する俳優は三船敏郎・志村喬と答えている。ゴジラのファンで、2004年に映画『ゴジラ FINAL WARS』が公開された際には日本のテレビ番組に出演し、ゴジラへの思い入れを得々と語ったことがあり、文子は平成『ガメラ』3部作すべてに出演している。日本食のうちマグロの刺身は苦手だというが、『世界バリバリバリュー』出演時にはマグロの姿造りをホテルで特別注文させて、娘とリポーターの山崎まさやとで普通に食べていた。
反戦・反核というスタンスを明確にしており、2005年には世界最初に個人として核兵器解体基金に10万ドルを寄付した。この姿勢は日本に住んでいた際、原爆の被害を受けた広島・長崎の人々と触れ合うことによって生まれたものだという。仏教徒である。
2011年に東日本大震災が発生したとき、「日本の皆さまが一生懸命、日本の苦しみをみんなが同じ苦しみを感じているからできることだけを、一生懸命日本が盛り上がるように、強くなれるように一生懸命応援しています。」と日本語でコメントした。
2019年7月に行われた第25回参議院議員通常選挙では日本維新の会から出馬した鈴木宗男の応援演説をするために訪日。東京駅前で鈴木の街頭演説に協力した。

### その他
「Steven Seagal's Lightning Bolt」という栄養ドリンクをプロデュースした。
ギター愛好家で、多数の名器と言われるヴィンテージ・ギターやカスタムのアンプなどを保有している。腕はかなりのもので、雑誌『Player』の2005年12月号、2006年3月号で特集された。映画中でギターを上手に演奏するシーンもある。2005年にはアルバム Songs From The Crystal Cave でミュージシャンとしてもデビューしており、このアルバムではゲストミュージシャンとしてスティーヴィー・ワンダーも参加している。
遅刻と早退の常習犯で、『沈黙の脱獄』と『沈黙の傭兵』を製作したキル・マスター・プロダクションとニュー・イメージに、映画製作を遅らせたとして訴えられた。その訴訟内容のなかには脚本の勝手な書き換えや、取り巻き連中による撮影の妨害という内容まである。
『暴走特急』の関係者からは、性的なトラブルについて告発された。オーディションを受けたジェニー・マッカーシーから、その場においてセガールから服を脱ぐように言われたと語っている。また、映画製作当時16歳だったキャサリン・ハイグルは、撮影最終日にセガールと次のようなやりとりがあったと明かしている。「（セガールから）『ケイティ、君くらいの年齢のガールフレンドがいるよ』って言われたの。それで私は『それって犯罪じゃないの？』って言ったの。そしたら彼は『彼女たちは気にしてないよ』って言ったわ」。
ジャッキー・チェンとは彼がまだ香港映画にしか出ていないころからの親友であり、ハリウッド進出を歓迎した。
1998年頃には平成ガメラシリーズの制作と並んでセガールを主演に迎えた大魔神のリメイクが製作される企画が存在した。

## 受賞歴
ゴールデンラズベリー賞
- 最低監督賞：受賞『沈黙の要塞』、最低作品賞：ノミネート『沈黙の要塞』、最低主演男優賞：ノミネート『沈黙の要塞』（1994年）
- 最低助演男優賞：ノミネート『エグゼクティブ・デシジョン』（1996年）
- 最低主演男優賞：ノミネート『沈黙の断崖』、最低主題歌賞：ノミネート『沈黙の断崖』、最低作品賞：ノミネート『沈黙の断崖』、最低スクリーン・カップル賞：ノミネート『沈黙の断崖』（1997年）
- 最低主演男優賞：『奪還 DAKKAN -アルカトラズ-』（2002年）

## 主な出演作品
1992年の『沈黙の戦艦』以降、セガールの主演作の日本語タイトルは「沈黙の - 」と付き、沈黙シリーズと呼ばれるが、実際にはシリーズではない。
| 公開年 | 邦題 原題                                                                                                 | 役名                               | 備考 | 吹き替え                                                                 |
| ------ | --- | ---------------------------------- | --- | ------------------------------------------------------------------------ |
| 1988   | 刑事ニコ/法の死角 Above The Law                                                                           | ニコ・トスカーニ                   | デビュー作 | 屋良有作（ソフト版） 谷口節（TBS版） 大塚明夫（テレビ朝日版）            |
| 1990   | ハード・トゥ・キル Hard To Kill                                                                           | メイソン・ストーム                 | | 宇崎竜童（ソフト版） 大塚明夫（テレビ朝日版）                            |
| 1990   | 死の標的 Marked For Death                                                                                 | ジョン・ハッチャー                 | | 津嘉山正種（ソフト版） 玄田哲章（フジテレビ版） 大塚明夫（テレビ朝日版） |
| 1991   | アウト・フォー・ジャスティス Out For Justice                                                              | ジーノ・フェリーノ                 | | 津嘉山正種（ソフト版） 大塚明夫（テレビ朝日版）                          |
| 1992   | 沈黙の戦艦 Under Siege                                                                                    | ケイシー・ライバック               | | 玄田哲章（ソフト版） 大塚明夫（テレビ朝日版）                            |
| 1994   | 沈黙の要塞 On Deadly Ground                                                                               | フォレスト・タフト                 | | 玄田哲章（ソフト版） 大塚明夫（テレビ朝日版）                            |
| 1995   | 暴走特急 Under Siege 2: Dark Territory                                                                    | ケイシー・ライバック               | 『沈黙の戦艦』の正式な続編。劇場公開題は『沈黙シリーズ第3弾/暴走特急』。 | 玄田哲章（ソフト版） 大塚明夫（テレビ朝日版）                            |
| 1996   | エグゼクティブ・デシジョン Executive Decision                                                             | オースティン・トラヴィス中佐       | 友情出演。初めて軍の現役特殊部隊隊長を演じた。 | 玄田哲章（ソフト版） 大塚明夫（テレビ朝日版）                            |
| 1996   | グリマーマン The Glimmer Man                                                                              | ジャック・コール                   | | 玄田哲章（ソフト版） 大塚明夫（テレビ朝日版）                            |
| 1996   | スティーブン・セガールinユニバーサル・コップ Universal Cops: Los Angeles                                  | 本人（ホスト）                     | ロス市警のドキュメンタリー。劇場未公開。 |                                                                          |
| 1997   | 沈黙の断崖 Fire Down Below                                                                                | ジャック・タガート                 | | 玄田哲章（ソフト版） 大塚明夫（テレビ朝日版）                            |
| 1998   | 沈黙の陰謀 The Patriot                                                                                    | ウェズリー・マクラーレン           | | 大塚明夫（ソフト版、日本テレビ版）                                       |
| 1998   | マイ・ジャイアント My Giant                                                                               | スティーヴン・セガール             | 本人役で特別出演 | 大塚明夫                                                                 |
| 1998   | ビックスターへの軌跡/Dreams Vol.7                                                                         | 本人                               | ドキュメンタリー |                                                                          |
| 2001   | 沈黙のテロリスト Ticker                                                                                   | フランク・グラス                   | 同時多発テロの影響により、VHS化時に『沈黙シリーズ/TICKER』と邦題変更。 | 大塚明夫                                                                 |
| 2001   | DENGEKI 電撃 Exit Wounds                                                                                  | オーリン・ボイド                   | | 玄田哲章（ソフト版） 大塚明夫（日本テレビ版）                            |
| 2002   | 奪還 DAKKAN -アルカトラズ- Half Past Dead                                                                 | サーシャ・ペテロシェヴィッチ       | | 大塚明夫                                                                 |
| 2002   | 撃鉄 GEKITETZ ワルシャワの標的 The Foreigner                                                              | ジョナサン・コールド               | | 大塚明夫                                                                 |
| 2002   | アート・オブ・アクション マーシャル・アーツ・フィルムの変還 The Art of Action: Martial Arts in The Movies | 本人                               | 香港のアクション映画を扱ったドキュメンタリー。 |                                                                          |
| 2002   | ジャッキー・チェン -ドラゴンへの道- The Invincible Jackie Chan: Fast Funny and Furious                    | 本人                               | ジャッキー・チェンのドキュメンタリー。 |                                                                          |
| 2003   | 沈黙の標的 Out For a Kill                                                                                 | ロバート・バーンズ                 | | 大塚明夫                                                                 |
| 2003   | 沈黙の聖戦 Belly Of The Beast                                                                             | ジェイク・ホッパー                 | | 大塚明夫（ソフト版、テレビ東京版）                                       |
| 2004   | ICHIGEKI 一撃 Out Of Reach                                                                                | ウィリアム・ランシング             | | 玄田哲章                                                                 |
| 2004   | クレメンタイン Clementine                                                                                 | ジャック・ミラー                   | ラスト数分に最後の敵としての出演のみ。 | TBA                                                                      |
| 2005   | 沈黙の追撃 Submerged                                                                                      | クリス・コーディ                   | | 大塚明夫                                                                 |
| 2005   | イントゥ・ザ・サン Into The Sun                                                                           | トラヴィス・ハンター               | | （吹き替えなし）                                                         |
| 2005   | 撃鉄2 -クリティカル・リミット- Black Dawn                                                                 | ジョナサン・コールド               | 『GEKITEZ 撃鉄』の続編 | 大塚明夫                                                                 |
| 2006   | 沈黙の脱獄 Today You Die                                                                                  | ハーラン・バンクス                 | | 大塚明夫                                                                 |
| 2006   | 沈黙の傭兵 Mercenary For Justice                                                                          | ジョン・シーガー                   | | 大塚明夫                                                                 |
| 2007   | 沈黙の奪還 Shadow Man                                                                                     | ジャック・フォスター               | | 大塚明夫                                                                 |
| 2007   | 沈黙のステルス Flight Of Fury                                                                             | ジョン・サンズ                     | | 大塚明夫                                                                 |
| 2007   | 沈黙の激突 Attack Force                                                                                   | マーシャル・ローソン               | | 大塚明夫                                                                 |
| 2007   | 沈黙の報復 Renegade Justice                                                                               | サイモン・バリスター               | 米国版DVDでは「Urban Justice」と表記。 | 大塚明夫                                                                 |
| 2008   | 鉄板ニュース伝説 The Onion Movie                                                                          | マル禁パンチャー                   | 劇中映画のセルフパロディ。 | 大塚明夫                                                                 |
| 2008   | 弾突 DANTOTSU Pistol Whipped                                                                              | マシュー・“マット”・コナー         | 芸能生活20周年記念作 | 大塚明夫                                                                 |
| 2009   | 雷神-RAIJIN- Kill Switch                                                                                  | ジェイコブ・キング                 | | 大塚明夫                                                                 |
| 2009   | 斬撃-ZANGEKI- Against The Dark                                                                            | タオ                               | クロックワークスが公開する『沈黙の逆襲』と同日上映（2009年10月3日）。 | 大塚明夫                                                                 |
| 2009   | 沈黙の逆襲 The Keeper                                                                                     | ローランド・サリンジャー           | ソニー・ピクチャーズが公開する『斬撃 ZANGEKI』と同日上映（2009年10月3日）。 | 大塚明夫                                                                 |
| 2010   | 沈黙の鎮魂歌 Driven To Kill                                                                               | ルスラン・ドラチェフ               | ジェネオン・ユニバーサル・エンターテイメントジャパンより2010年2月3日にDVD及びBlu-ray Discリリース。沈黙シリーズ初の邦題一般公募企画（2010年2月3日に公式サイトで発表） | 大塚明夫                                                                 |
| 2010   | 沈黙の鉄拳 A Dangerous Man                                                                                | シェーン・ダニエルズ               | | 大塚明夫                                                                 |
| 2010   | マチェーテ Machete                                                                                        | 麻薬王ロヘリオ・トーレス           | | 大塚明夫                                                                 |
| 2010   | 沈黙の復讐 Born to Raise Hell                                                                             | ボビー・サミュエル                 | 「男たちのヒート祭り 第5弾」として2010年12月11日劇場公開。 | 大塚明夫                                                                 |
| 2011   | 実録! スティーヴン・セガール警察24時! Steven Segal : Lawman                                               | 本人                               | セガールのもう一つの顔であるルイジアナ州ジェファーソン郡副保安官としての活動に密着したリアリティ番組。2011年5月3日DVDリリース。 | 大塚明夫                                                                 |
| 2011   | 沈黙の宿命 True Justice Part1                                                                             | イライジャ・ケイン                 | セガール初のテレビドラマシリーズ『TRUE JUSTICE』。 PART1のみ2011年7月2日劇場公開。 PART2以降はDVDリリース。 PART1,PART2 2011年8月2日リリース PART3,PART4 2011年9月2日リリース PART5,PART6 2011年10月4日リリース なお『沈黙の宿命』公開記念として、「TRUE JUSTICE」シリーズ全6作品を一挙上映するイベント「セガールマラソン」が2011年7月16日に開催された。 | 大塚明夫                                                                 |
| 2011   | 沈黙の啓示 True Justice Part2                                                                             | イライジャ・ケイン                 | セガール初のテレビドラマシリーズ『TRUE JUSTICE』。 PART1のみ2011年7月2日劇場公開。 PART2以降はDVDリリース。 PART1,PART2 2011年8月2日リリース PART3,PART4 2011年9月2日リリース PART5,PART6 2011年10月4日リリース なお『沈黙の宿命』公開記念として、「TRUE JUSTICE」シリーズ全6作品を一挙上映するイベント「セガールマラソン」が2011年7月16日に開催された。 | 大塚明夫                                                                 |
| 2011   | 沈黙の背信 True Justice Part3                                                                             | イライジャ・ケイン                 | セガール初のテレビドラマシリーズ『TRUE JUSTICE』。 PART1のみ2011年7月2日劇場公開。 PART2以降はDVDリリース。 PART1,PART2 2011年8月2日リリース PART3,PART4 2011年9月2日リリース PART5,PART6 2011年10月4日リリース なお『沈黙の宿命』公開記念として、「TRUE JUSTICE」シリーズ全6作品を一挙上映するイベント「セガールマラソン」が2011年7月16日に開催された。 | 大塚明夫                                                                 |
| 2011   | 沈黙の弾痕 True Justice Part4                                                                             | イライジャ・ケイン                 | セガール初のテレビドラマシリーズ『TRUE JUSTICE』。 PART1のみ2011年7月2日劇場公開。 PART2以降はDVDリリース。 PART1,PART2 2011年8月2日リリース PART3,PART4 2011年9月2日リリース PART5,PART6 2011年10月4日リリース なお『沈黙の宿命』公開記念として、「TRUE JUSTICE」シリーズ全6作品を一挙上映するイベント「セガールマラソン」が2011年7月16日に開催された。 | 大塚明夫                                                                 |
| 2011   | 沈黙の挽歌 True Justice Part5                                                                             | イライジャ・ケイン                 | セガール初のテレビドラマシリーズ『TRUE JUSTICE』。 PART1のみ2011年7月2日劇場公開。 PART2以降はDVDリリース。 PART1,PART2 2011年8月2日リリース PART3,PART4 2011年9月2日リリース PART5,PART6 2011年10月4日リリース なお『沈黙の宿命』公開記念として、「TRUE JUSTICE」シリーズ全6作品を一挙上映するイベント「セガールマラソン」が2011年7月16日に開催された。 | 大塚明夫                                                                 |
| 2011   | 沈黙の神拳 True Justice Part6                                                                             | イライジャ・ケイン                 | セガール初のテレビドラマシリーズ『TRUE JUSTICE』。 PART1のみ2011年7月2日劇場公開。 PART2以降はDVDリリース。 PART1,PART2 2011年8月2日リリース PART3,PART4 2011年9月2日リリース PART5,PART6 2011年10月4日リリース なお『沈黙の宿命』公開記念として、「TRUE JUSTICE」シリーズ全6作品を一挙上映するイベント「セガールマラソン」が2011年7月16日に開催された。 | 大塚明夫                                                                 |
| 2012   | 沈黙の男セガール ガチトークバトル The Voice Versus: Steven Seagal                                         | 本人                               | インタビュー作品。日本ではザ・シネマにて2017年に放送。 |                                                                          |
| 2012   | 沈黙の嵐 True Justice2 Part1                                                                              | イライジャ・ケイン                 | テレビドラマシリーズ、シーズン2。 DVDリリース。 PART1,PART2 2012年11月2日リリース PART3,PART4 2012年12月4日リリース PART5,PART6 2013年1月8日リリース PART1には『沈黙の絆』 True Justice2 Part0も収録 | 大塚明夫                                                                 |
| 2012   | 沈黙の掟 True Justice2 Part2                                                                              | イライジャ・ケイン                 | テレビドラマシリーズ、シーズン2。 DVDリリース。 PART1,PART2 2012年11月2日リリース PART3,PART4 2012年12月4日リリース PART5,PART6 2013年1月8日リリース PART1には『沈黙の絆』 True Justice2 Part0も収録 | 大塚明夫                                                                 |
| 2012   | 沈黙の牙 True Justice2 Part3                                                                              | イライジャ・ケイン                 | テレビドラマシリーズ、シーズン2。 DVDリリース。 PART1,PART2 2012年11月2日リリース PART3,PART4 2012年12月4日リリース PART5,PART6 2013年1月8日リリース PART1には『沈黙の絆』 True Justice2 Part0も収録 | 大塚明夫                                                                 |
| 2012   | 沈黙の炎 True Justice2 Part4                                                                              | イライジャ・ケイン                 | テレビドラマシリーズ、シーズン2。 DVDリリース。 PART1,PART2 2012年11月2日リリース PART3,PART4 2012年12月4日リリース PART5,PART6 2013年1月8日リリース PART1には『沈黙の絆』 True Justice2 Part0も収録 | 大塚明夫                                                                 |
| 2013   | 沈黙の刻 True Justice2 Part5                                                                              | イライジャ・ケイン                 | テレビドラマシリーズ、シーズン2。 DVDリリース。 PART1,PART2 2012年11月2日リリース PART3,PART4 2012年12月4日リリース PART5,PART6 2013年1月8日リリース PART1には『沈黙の絆』 True Justice2 Part0も収録 | 大塚明夫                                                                 |
| 2013   | 沈黙の魂 True Justice2 Part6                                                                              | イライジャ・ケイン                 | テレビドラマシリーズ、シーズン2。 DVDリリース。 PART1,PART2 2012年11月2日リリース PART3,PART4 2012年12月4日リリース PART5,PART6 2013年1月8日リリース PART1には『沈黙の絆』 True Justice2 Part0も収録 | 大塚明夫                                                                 |
| 2013   | 沈黙の監獄 Maximum Conviction                                                                             | クロス                             | 2013年1月12日劇場公開 銀座シネパトス最後のセガール上映作品 | 大塚明夫                                                                 |
| 2014   | 沈黙の処刑軍団 Force of Execution                                                                         | アレクサンダー・コーツ             | 「男たちのヒート祭り 第1弾」として2014年6月21日劇場公開 | 大塚明夫                                                                 |
| 2014   | リターンド・ソルジャー 正義執行人 A Good Man                                                              | アレクサンダー“ゴースト”           | 劇場未公開作品。配信やテレビ放送時の題は『沈黙の執行人』。 | 大塚明夫                                                                 |
| 2014   | 沈黙のSHINGEKI/進撃 Gutshot Straight                                                                      | ポーライン・トランクス             | | 大塚明夫                                                                 |
| 2015   | 沈黙の制裁 Absolution                                                                                     | ジョン・アレクサンダー             | | 大塚明夫                                                                 |
| 2015   | 出村文男 ハリウッドの武道家 The Real Miyagi                                                               | 本人                               | 出村文男のドキュメンタリー作品。日本ではNetflixのみの公開。 | （吹き替え版なし）                                                       |
| 2016   | キリング・サラザール 沈黙の作戦 Killing Salazar                                                           | ジョン・ハリソン                   | | 大塚明夫                                                                 |
| 2016   | 沈黙のアフガン Sniper: Special Ops                                                                        | ジェイク                           | | 大塚明夫                                                                 |
| 2016   | 沈黙の粛清 Code of Honor                                                                                  | ロバート・サイクス                 | | 大塚明夫                                                                 |
| 2016   | 沈黙の包囲網 アジアン・コネクション The Asian Connection                                                  | シランキリ                         | | 大塚明夫                                                                 |
| 2016   | 沈黙の帝王 The Perfect Weapon                                                                             | 指揮官                             | | 大塚明夫                                                                 |
| 2016   | エンド・オブ・ア・ガン 沈黙の銃弾 End of a Gun                                                            | デッカー                           | | 大塚明夫                                                                 |
| 2016   | 沈黙の激戦 Contract to Kill                                                                               | ジョン・ハーモン                   | | 大塚明夫                                                                 |
| 2017   | 沈黙の大陸 中国推销员/China Salesman                                                                      | ラウダー                           | 中国映画。 | 大塚明夫                                                                 |
| 2018   | 沈黙の達人 Attrition                                                                                      | アックス                           | | 大塚明夫                                                                 |
| 2019   | 沈黙の終焉 General Commander                                                                              | ジェイク・アレクサンダー           | | 大塚明夫                                                                 |
| 2019   | 沈黙の鉄槌 Beyond the Law                                                                                 | アウグスティーノ・“フィン”・アデル | | 大塚明夫                                                                 |

## 出演以外の作品
| 公開年 | 邦題 原題                                        | クレジット                                             | 備考                                                         |
| ------ | ------------------------------------------------ | ------------------------------------------------------ | ------------------------------------------------------------ |
| 1981   | 必殺仕舞人 Hissatsu Shimainin                    | 合気道指導                                             | 武榮道 名義                                                  |
| 1982   | 最後のサムライ ザ・チャレンジ The Challenge      | マーシャル・アーツ・コーディネーター                   | Steve Seagal 名義                                            |
| 1983   | ネバーセイ・ネバーアゲイン Never Say Never Again | マーシャル・アーツ・インストラクター（アンクレジット） | 指導中にセガールはショーン・コネリーの手首を骨折させている。 |
| 1998   | Not Even the Trees                               | プロデューサー                                         | 日本未公開。                                                 |
| 2000   | Prince of Central Park                           | プロデューサー                                         | 日本未公開。                                                 |
| 2005   | ドラゴン・スクワッド 猛龍 Dragon Squad           | 製作総指揮                                             | 香港映画。                                                   |

## 日本語吹き替え
デビュー当初の数作品は吹き替え声優が固定されておらず、ビデオ版を歌手の宇崎竜童が担当した作品もあるが、津嘉山正種、屋良有作、谷口節、玄田哲章などが当てており、『沈黙の戦艦』以降からビデオソフト版を玄田哲章、テレビ放送（とくにテレビ朝日）では大塚明夫が担当するという形が定着したが、2000年に入るころからは大塚が専属で担当している。大塚は『ICHIGEKI 一撃』などごく僅かの作品を除き、吹替版が制作された作品のほぼ全てに担当歴がある。玄田哲章は「セガールは明夫君の持ち役だ」とインタビューで語っている。
また、セガール自身日本語に堪能であるが、東京を舞台にした『イントゥ・ザ・サン』を除き、出演作において本人が吹き替えを担当したことはない。

## ディスコグラフィ
- Songs from the Crystal Cave 2005年
- Mojo Priest 2006年